# Formaggella del Luinese
La Formaggella del Luinese è un formaggio a pasta molle prodotto in Italia, nelle valli del luinese (zona che va dal lago di Varese al confine con la svizzera) dal latte intero crudo di capra di razza Camosciata delle Alpi, Nera di Verzasca o Saanen, oltre ai relativi meticci.
È un prodotto a denominazione di origine protetta (DOP), e la sua produzione è gestita dal Consorzio Formaggella del Luinese.

## Storia
Testimonianze della Formaggella si ritrovano già in un trattato del XVII secolo in cui si fa riferimento ad uno specioso formaggio che si fa in Valtravaglia.

## Aspetto
Il formaggio si presenta in forma cilindrica con un diametro di circa 13/15 centimetri e ogni toma pesa dai 700 ai 900 grammi.
La pasta è semidura e di colore bianco.